# Skatval
Skatval är en tätort, kyrkby och halvö i Stjørdals kommun i Trøndelag fylke i mellersta Norge. Orten ligger öster om Trondheimsfjorden, strax nordväst om staden Stjørdal.
I Skatvals socken ligger byarna Alstad, Auran, Bår, Fiskvik, Fløan, Forbord, Røkke, Velvang, Vinge med flera. Terrängen i området är kuperad och består till stor del av berg och skog. Jordbruksmark förekommer där möjlighet till sådan finnes. Fiske har tidigare varit vanligt.
Järnvägen Nordlandsbanan mellan Trondheim och Bodø går i en böj igenom halvön Skatval på grund av den branta terrängen. I Skatval förekommer dialekten skatvalsbygg.

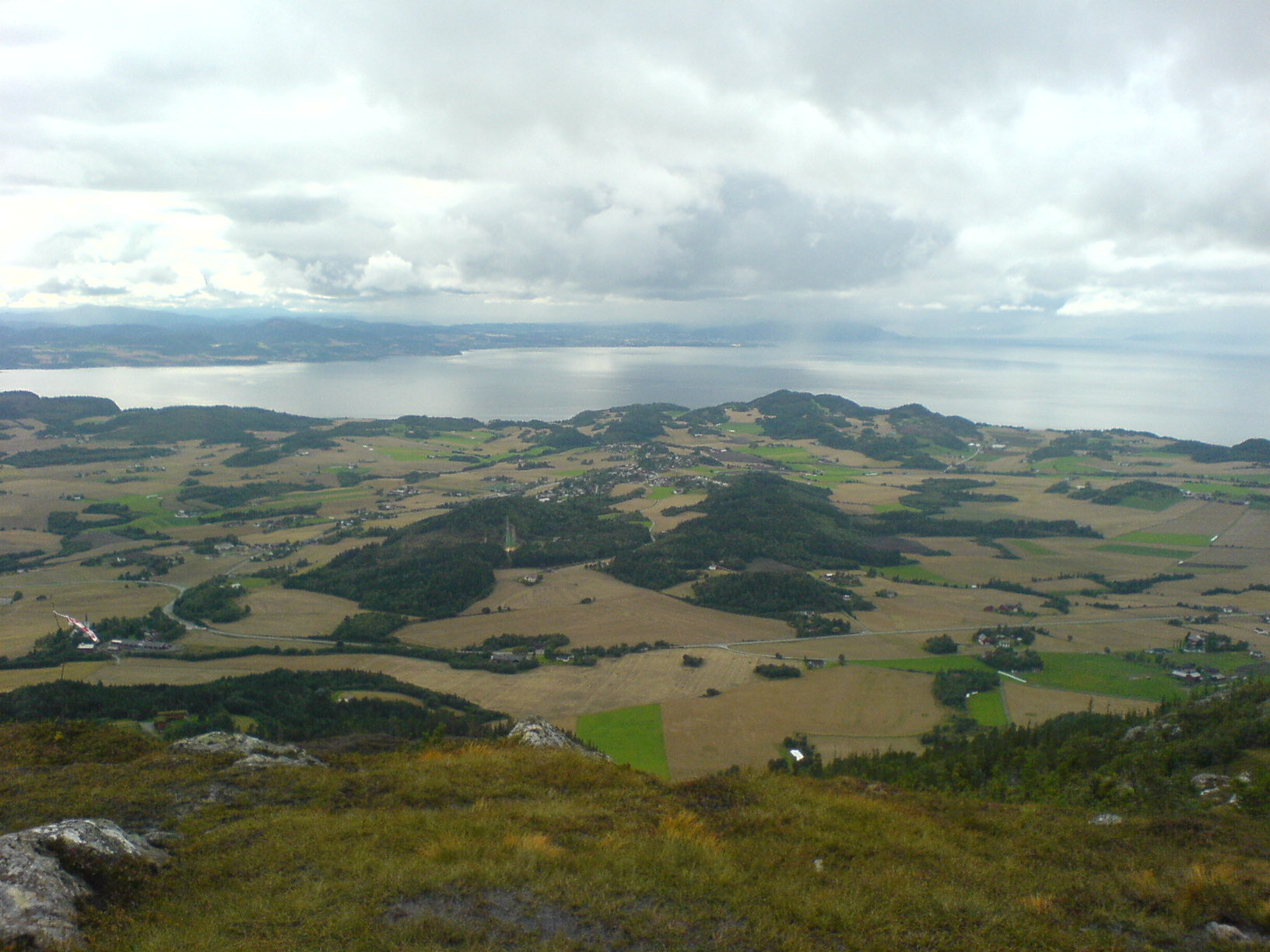
Skatval sett från Forbordsfjällets topp.